# Hôpital du Sacré-Cœur de Montréal
L'hôpital du Sacré-Cœur de Montréal (HSCM) est un établissement hospitalier francophone fondé à Montréal en 1898. Il est installé depuis 1926 sur le boulevard Gouin dans un édifice conçu par Dalbé Viau et Alphonse Venne.
Son nom fait référence au Sacré-Cœur. Il s'appelait autrefois « hôpital des Incurables ».
Le Sacré-Cœur est l'un des six centres hospitaliers universitaires affiliés à l'Université de Montréal et l'un des quatre principaux centres ambulatoires de Montréal.
Son centre de recherches s'intéresse principalement aux domaines suivants : la génétique et épidémiologie des maladies rénales, les neurosciences-santé mentale, la santé cardiovasculaire, la santé respiratoire et la traumatologie-orthopédie.

## Histoire

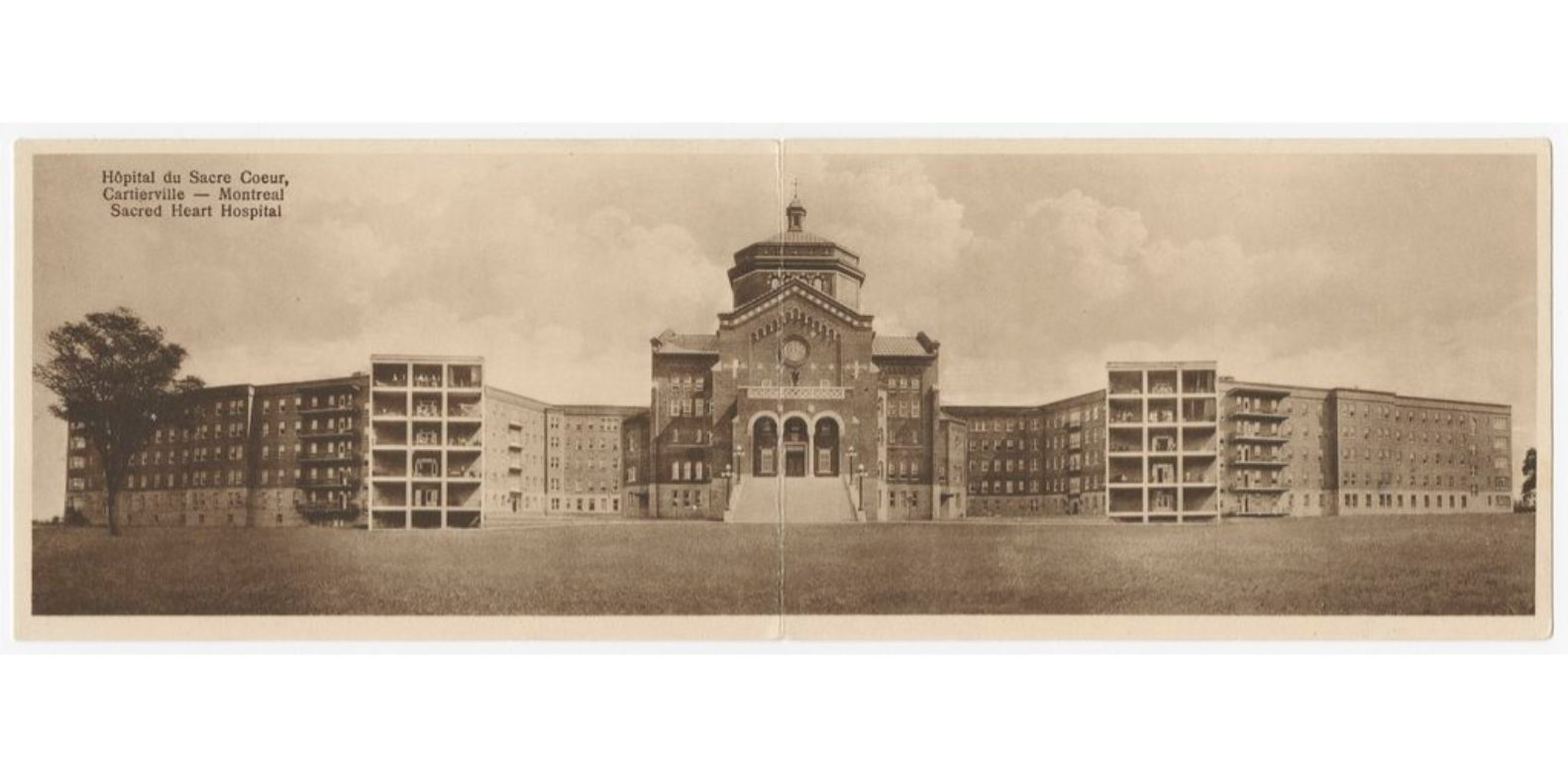
Hopital Sacré-Cœur de Montréal vers 1926

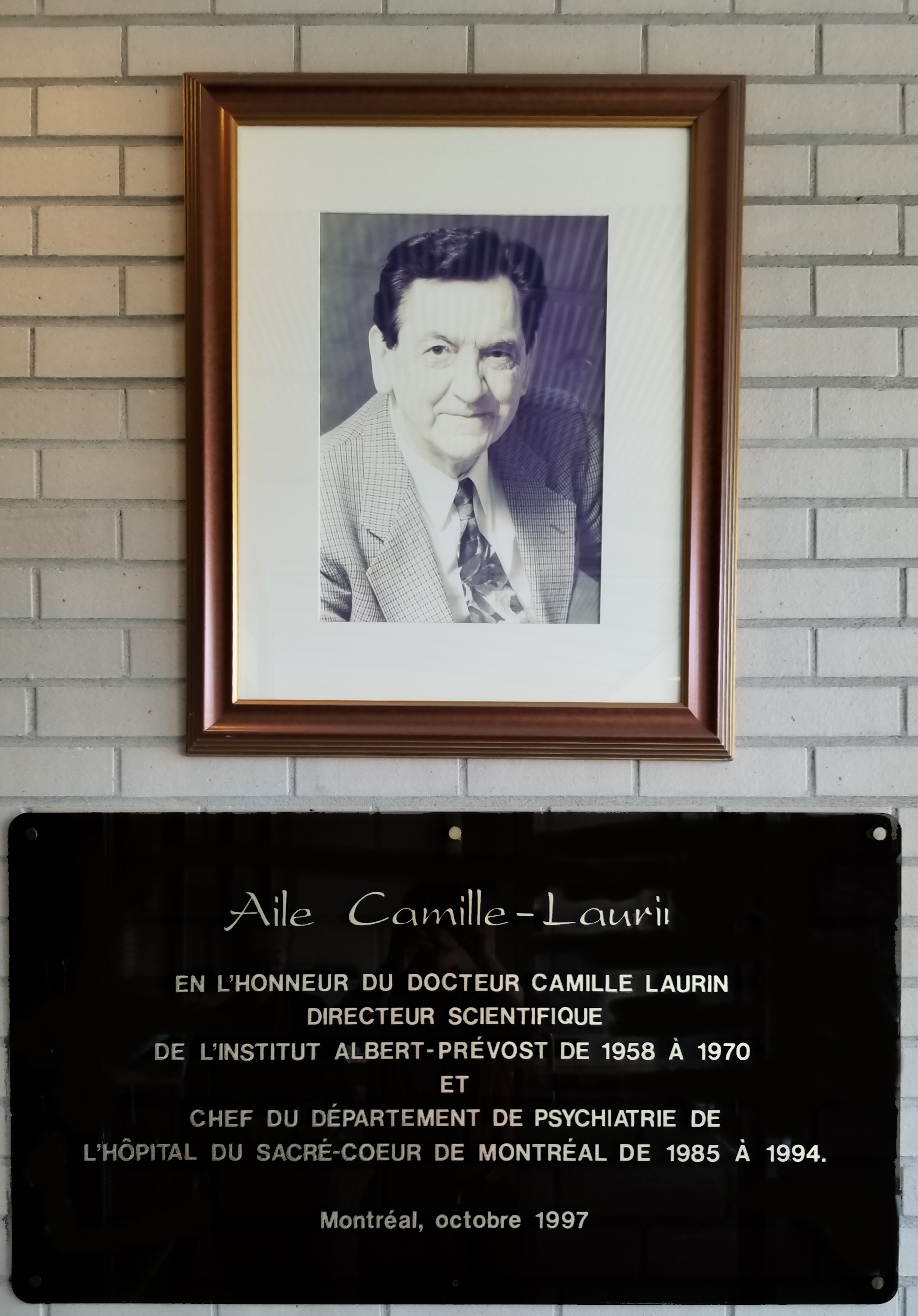
Une plaque souligne la mémoire de Camille Laurin au pavillon Albert-Prévost de l'hôpital.

Au centre-ville de Montréal, le 1er juin 1898, jour de la fête du Sacré-Cœur, un groupe de femmes fonde un petit hôpital nommé Hôpital du Sacré-Cœur de Montréal pour soigner une douzaine de malades dits « incurables ». En 1902, l'administration de l'hôpital fut reprise par les Sœurs de la Providence de Montréal et un nouveau bâtiment de 375 lits fut construit sur le boulevard Décarie sous le nom d'Hôpital des Incurables. Le bâtiment fut détruit par un incendie en mars 1923, et en 1926, un nouveau bâtiment fut construit sur le boulevard Gouin à Cartierville où il se trouve encore aujourd'hui. Avec ce nouveau bâtiment, l'administration retrouva son nom d'origine, soit celui d'Hôpital du Sacré-Cœur de Montréal.
Le nouvel hôpital était initialement axé sur le traitement de la tuberculose. Considéré comme un sanatorium, il devint un important hôpital universitaire pour les maladies pulmonaires. En 1931, Édouard Samson fonda le département d'orthopédie, qui devint par la suite le plus important établissement de formation de chirurgiens orthopédistes au Québec.
En 1973, l'Hôpital du Sacré-Cœur de Montréal est affilié à l'Université de Montréal pour en faire son centre d'enseignement en médecine et en sciences de la santé. L'Institut Albert-Prévost (1955), l'un des plus importants centres psychiatriques du Québec existe toujours aujourd'hui comme département de psychiatrie de l'Hôpital du Sacré-Cœur de Montréal, sous le nom de Pavillon Albert-Prévost. 

## Anecdote
L'artiste française Mylène Farmer est née dans cet hôpital le 12 septembre 1961.